# Czarna Hańcza
La Czarna hańcza (en lituanien : Juodoji Ančia ; en biélorusse : Чорная Га́нча, Ча́рна Га́ньча) est une rivière qui coule en Pologne et en Biélorussie. Cet affluent secondaire du Niémen, long de 142 km, traverse principalement la région de Suwałki, ainsi que la ville de Suwałki.